# Neptis saclava
Neptis saclava là một loài bướm ngày thuộc họ Nymphalidae. Nó được tìm thấy ở miền nam châu Phi.
Sải cánh dài 40–45 mm đối với con đực và 45–48 mm đối với con cái. Con trưởng thành có thể bay quanh năm đạt đỉnh từ tháng 12 đến tháng 5.
Ấu trùng ăn Acalypha glabrata, Combretum bracteosum, Ricinus communis, Australina, và Pilea.

## Phụ loài
Phân loài được công nhận:
- N. s. marpessa Hopffer, 1855 – Small Spotted Sailer
- N. s. saclava

## Hình ảnh

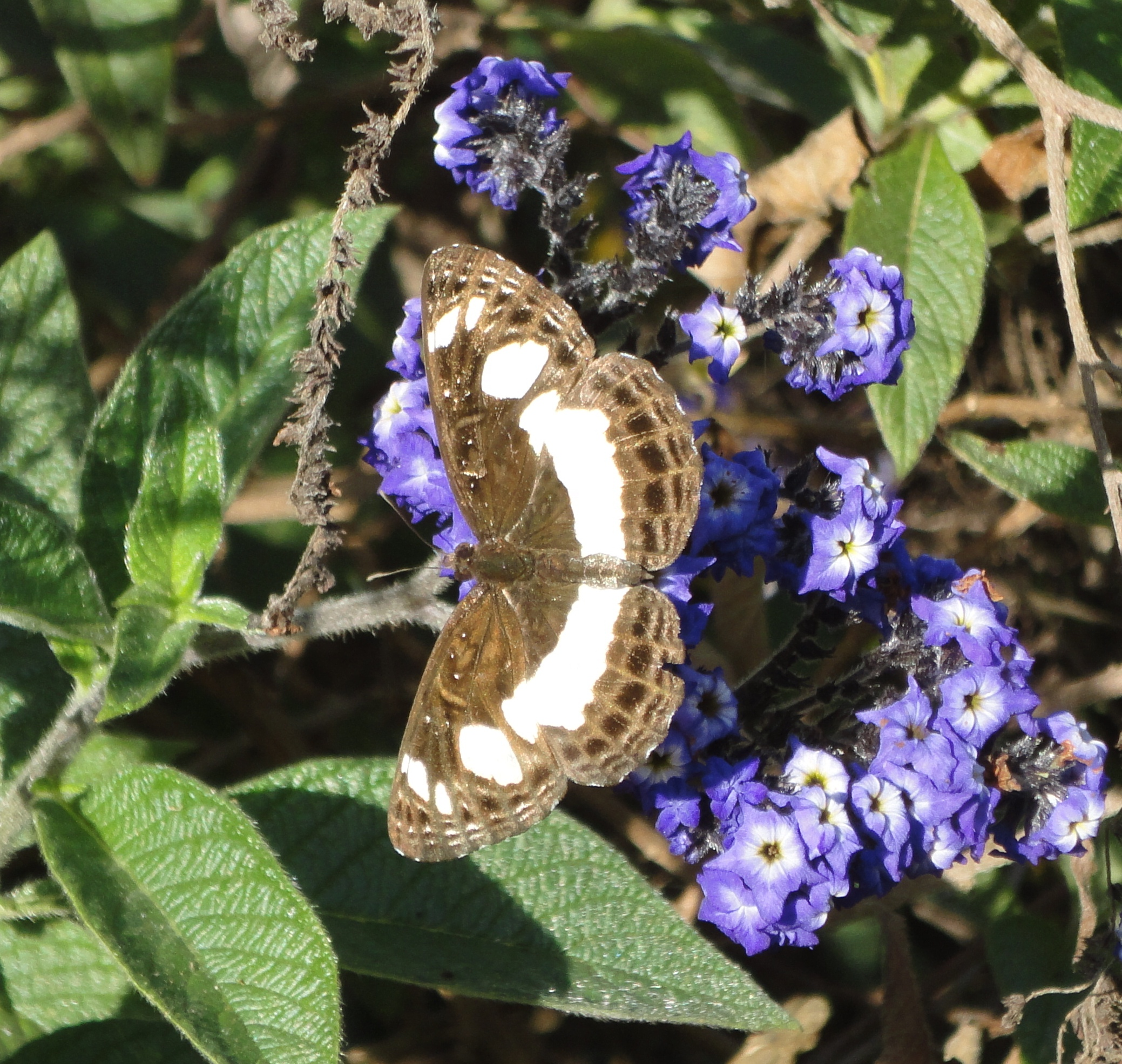
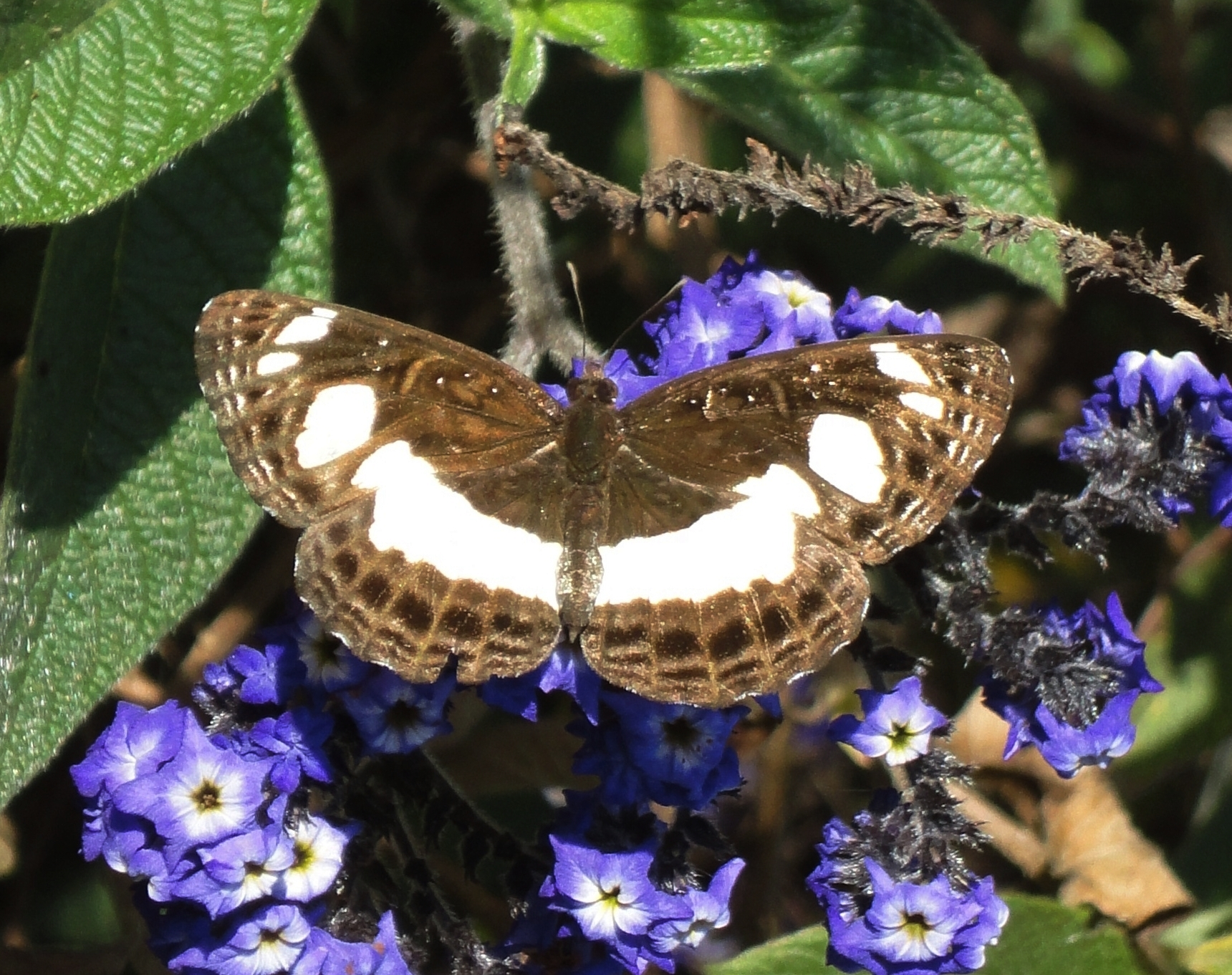
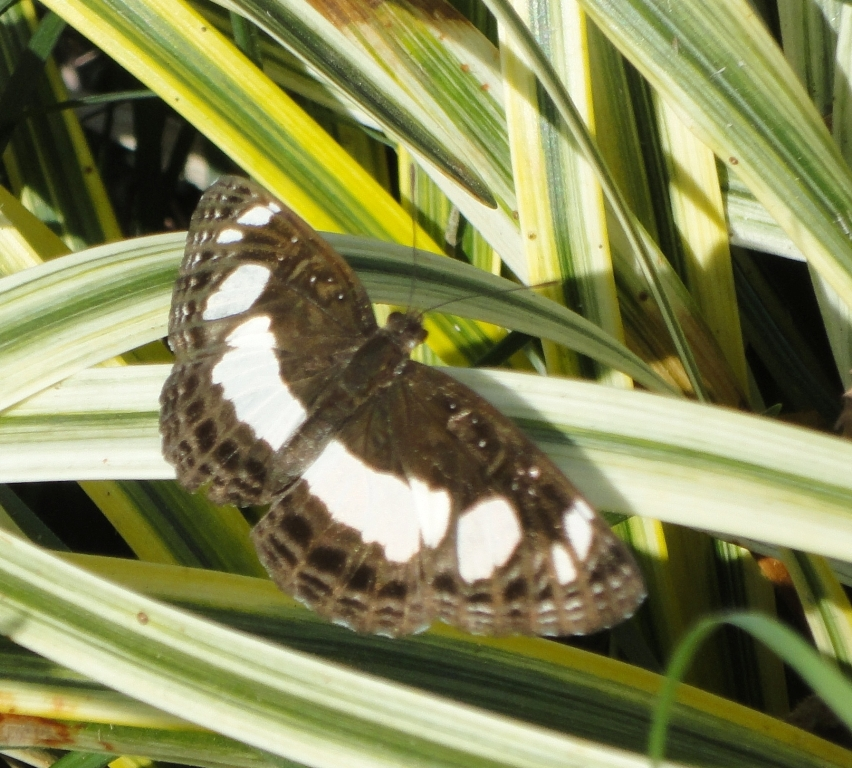
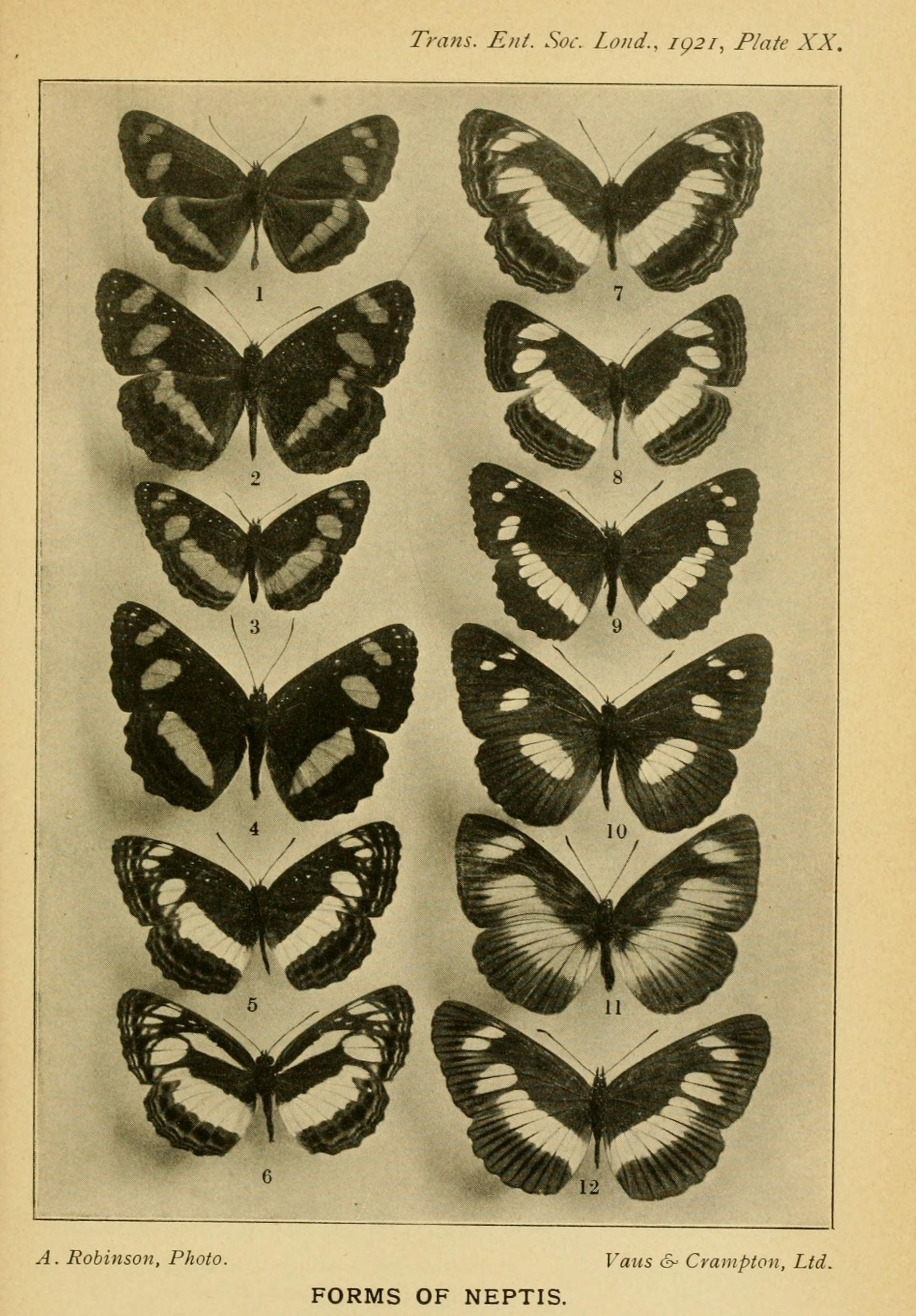